# 3 Pułk Ułanów (Cesarstwo Niemieckie)

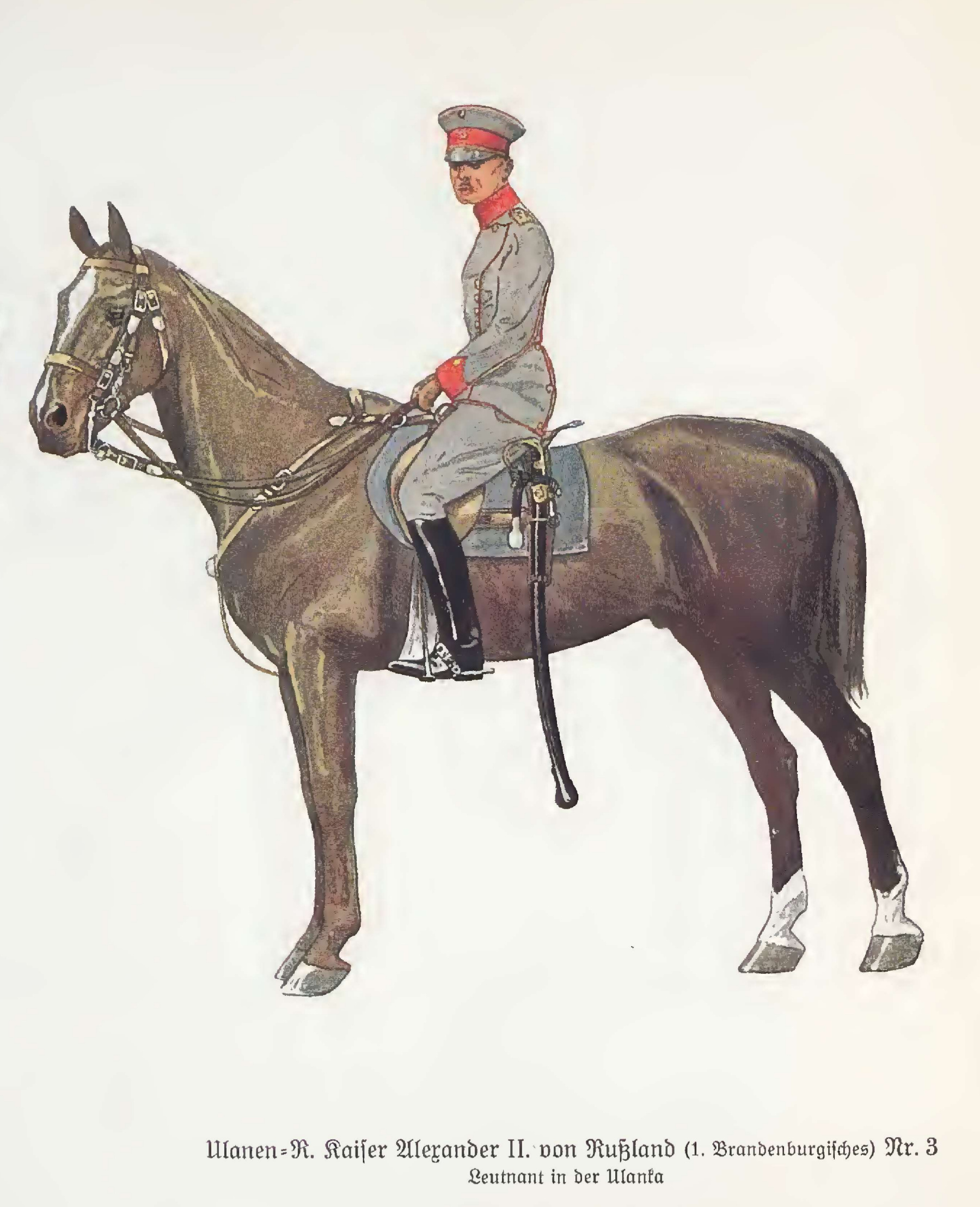
Ułan pułku

3 Pułk Ułanów im. Cesarza Rosji Aleksandra II (1 Brandenburski)  (niem. Königlich Preußisches Ulanen-Regiment Kaiser Alexander II. von Rußland (1. Brandenburgisches) Nr. 3) – pułk kawalerii niemieckiej.

## Charakterystyka
Sformowany 15 maja 1809. Wiosną 1914 był w strukturze 5 Brygady Kawalerii z 5 Dywizji Piechoty.
W wyniku mobilizacji, w sierpniu 1914 pułk osiągnął gotowość bojową i w składzie 5 Brygady Kawalerii z 2 Dywizji Kawalerii został wysłany na front zachodni.

2 października 1916 oddział przeorganizowano w spieszony pułk kawalerii.

## Schemat organizacyjny
- III Korpus Armijny Berlin
  - 5 Dywizja Piechoty (5. Infanterie-Division), Frankfurt nad Odrą
    - 5 Brygada Kawalerii (5. Kavallerie-Brigade), Frankfurt nad Odrą
      - 3 Pułk Ułanów im. Cesarza Rosji Aleksandra II (1 Brandenburski) – (Königlich Preußisches Ulanen-Regiment Kaiser Alexander II. von Rußland (1. Brandenburgisches) Nr. 3), Fürstenwalde/Spree.

## Dowódcy pułku
1809 v. St. Paul, 1812 v. Werder, 1813 v. Stutterheim, 1818 v. Kracht, 1832 Graf v. Waldersee, 1834 v. Wurmb, 1842 Stein v. Kaminski, 1846 v. Michaelis, 1848 v. Sobbe, 1854 Meyer, 1856 v. Goetze, 1860 v. Witzleben, 1865 v. Tresckow, 1866 Graf v. d. Groeben, 1873 v. Frankenberg-Lüttwitz, 1881 v. Tresckow, 1886 v. Blücher, 1890 v. Wickede, 1892 v. Kleist, 1895 v. Szymonski, 1896 v. Katte, 1896 Freiherr v. Biegeleben, 1902 v. Schmitterlöw.